# Tomeju Uruma

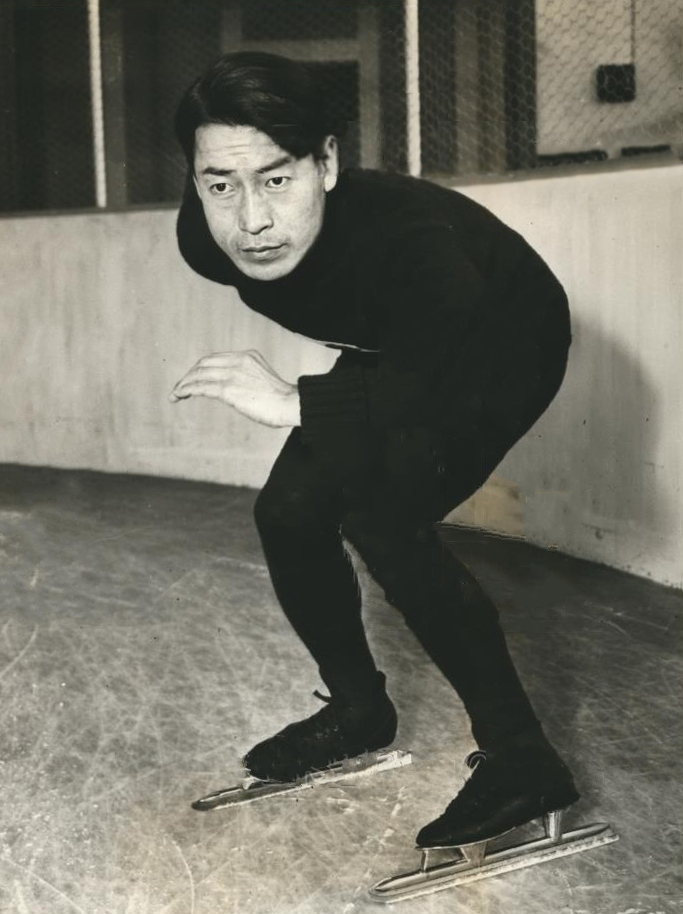
Tomeju Uruma, 1932.

Tomeju Uruma (japanska: 潤間 留十), född 9 december 1902 i Okaya, död 26 januari 1999, var en japansk hastighetsåkare på skridskor. Han deltog i olympiska spelen i Lake Placid 1932 på alla fyra distanser, men kvalificerade sig inte till final.